# Ufo (album)
| Recensione | Giudizio |
| ---------- | -------- |
| Rockol     | 5/10     |

Ufo è il primo album in studio del rapper italiano Zoda, pubblicato il 21 giugno 2019 dalla Jive Records.

## Tracce
1. GTA – 3:22 (testo: Daniele Sodano – musica: Massimiliano Dagani)
2. Luna e sole – 3:02 (testo: Daniele Sodano – musica: Lorenzo Paolo Spinosa)
3. Black Widow – 2:45 (testo: Daniele Sodano – musica: Luca Antonio Barker)
4. 27 – 2:56 (testo: Daniele Sodano – musica: Nicolas Di Benedetto)
5. YOLOWN (feat. Naska) – 2:10 (testo: Daniele Sodano, Diego Caterbetti – musica: Massimiliano Dagani)
6. Comete (feat. Side Baby) – 3:24 (testo: Daniele Sodano, Arturo Bruni – musica: Luca Antonio Barker)
7. Paranoia (testo: Daniele Sodano – musica: Andrea Moroni)